# سیارک ۱۶۱۹۷
سیارک ۱۶۱۹۷ (به انگلیسی: 16197 Bluepeter، نامگذاری:2000AA243) شانزده هزار و صد و نود و هفتمین سیارک کشف شده‌است که در ۷ ژانویه ۲۰۰۰ کشف شد.
قدر مطلق سیارک برابر ۲۴.۵ است.